# Государственный архив Саратовской области
Областное государственное учреждение Государственный архив Саратовской области (ОГУ «ГАСО») — крупное региональное архивное объединение, располагающее универсальными фондами. Информационный охват многих дореволюционных материалов значительно превосходит современную территорию области.

## История
Саратовская учёная архивная комиссия была создана зимой 1886 года и являлась одной из первых в Российской империи. Это событие, а также
дальнейшее развитие научного общества связано с именами таких людей, как А. А. Зубов, Н. В. Калачов, А. А. Тилло, А. Н. Минх и др. Было издано более 30 выпусков «Трудов», где публиковались краеведческие материалы. На основе накопленных документов в 1918 году формируется Саратовский губернский архив. В 1936 году, одновременно с образованием Саратовской области, архив становится областным.

## Описание
Учреждение располагается в одном из трёх корпусов здания, построенном в 1980 году. Строительство дополнительных помещений сильно затянулось, из-за чего наблюдается острый дефицит площадей для хранения документов.
Категории фондов:
- Фонды учреждений
- Личные фонды
- Научно-техническая документация
- Фотодокументы
- Документы по личному составу учреждений

## Филиалы
- Балашовский. Адрес: 412300, г. Балашов, ул. Ленина, 5. Ликвидирован в 2016 году. Имелось 1254 фонда, 190269 единиц хранения с 1815 по 1997 годы.
- Вольский. Адрес: 412909, г. Вольск, ул. Октябрьская, 116. Ликвидирован в 2014 году. Имелось 699 фондов, 103677 единиц хранения с 1705 по 1999 годы.
- Пугачёвский. Адрес: 413720, г. Пугачёв, ул. Бубенца, 73/3. Имеется 700 фондов, 99552 единицы хранения с 1821 по 1994 годы.